# Mošovce
Mošovce is een gemeente in het district Turčianske Teplice in Slowakije.

## Geschiedenis
Oorspronkelijk bestond Mošovce uit twee nederzettingen. De eerste nederzetting was Machyuch, in de omgeving van het huidige Starý Rad. De tweede nederzetting Terra Moys, die aan het dorp zijn huidige naam gaf, bezette de plaats van het hedendaagse Vidrmoch. Ook is het de naam van de tweede nederzetting, die Het Land van Mojs betekent, en ons doet geloven dat het hele dorp ooit toebehoorde aan een zekere Mojš. Zijn naam kan een afkorting zijn geweest van een samengestelde Slavische naam Mojtech, gelijkaardig aan de namen Vojtech of Mojmír. Doorheen de geschiedenis heeft de naam van het dorp vele variaties ondergaan, gaande van Mossovych, Mosocz, Mossowecz, villa regia Mayos alio nomine Mossovych, oppidioum Mayus sue Mosocz, Mosocz olim Mayus, tot het huidige Mošovce. De naam van een oud afzonderlijk gedeelte van Mošovce, een vroegere nederzetting Chornukov, is bewaard gebleven in de moderne vorm van Čerňakov.
De stad werd voor de eerste keer vernoemd als donatiegift door koning Andreas II.
Mošovce heeft eerst een koninklijke nederzetting ontwikkeld met een vrije advocatuur, en sinds het midden van de 14de eeuw een vrijwaarde stad, onderworpen aan het koninklijke kasteel van Blatnica. In 1527 viel het in de handen van de Revay-familie, die de privileges van de stad Mošovce gedurende 400 jaar onderdrukte.
In het verleden was Mošovce een belangrijk ambachtscentrum van Turiec en zijn omgeving. Ambachtslieden ondergingen een verrassende uitbreiding, en bijgevolg waren er ongeveer 15 gilden actief in de stad. De schoenpoetsers en de meest bekende bonthandelaars waren de gilden die het langst overleefden. Het hedendaagse Mošovce kan gekarakteriseerd worden als een belangrijk toeristisch gebied met vele bezienswaardigheden.

## Bezienswaardigheden
Veel bewaarde historische gebouwen zijn het bewijs van het 770- jarig bestaan van de stad. Een van de meest opmerkelijke monumenten is een Klassiek herenhuis uit de 2de helft van de 18de eeuw met een uitgestrekt Engels park. Andere plaatsen in de stad omvatten: de geboorteplaats van Ján Kollár; een neogotische rooms-katholieke kerk met een waardevol altaar, dat gebouwd werd op de plaats van zijn historische voorganger; een Lutheraanse kerk die gebouwd is in 1784; een Tempelgraf waar nu het Museum voor Ambachten plaatsvindt, een art-nouveau-oranjerie en een tuinhuis uit 1800.

## Natuur
De omgeving van Mošovce is oprecht uniek. Een complex van boomstraten en bossen creëren een esthetisch en indrukwekkend landschap, dat een verlengde vormt van de beboste Veľká Fatra bergen. Deze bergketen is een van de aantrekkelijkste in Slowakije. De kalksteen en dolomieten in zijn geweldige vormen, evenals de mooie natuur in de nabije Blatnická-vallei en Gaderská-vallei, trekken bezoekers uit alle delen van de wereld.

## Personen
Mošovce heeft vele belangrijke persoonlijkheden voortgebracht. De grootste zijn Frico Kafenda (1883-1963), een componist; Anna Lacková-Zora (1899-1988), een schrijver; Štefan Krčméry (1892-1955), een literair criticus, historicus en dichter; Júr Tesák Mošovský, een Barokke toneelschrijver; en Miloslav Schmidt, de stichter van de brandweer in Slowakije.
Hoewel de belangrijkste persoon die geboren is in Mošovce, waarschijnlijk de grote Slavische dichter, filosoof en Lutheraanse predikant, Ján Kollár (1793-1852) is. Hij had een grote invloed op de literatuur van ten minste twee naties, met zijn dichterlijke compositie Slávy Dcera. Zijn werk wordt beschouwd als de basis en een motivatie voor zijn vaderlandse tijdgenoten en nationale activisten. Het is vertaald in meerdere Slavische, evenals niet-Slavische talen.

## Externe links

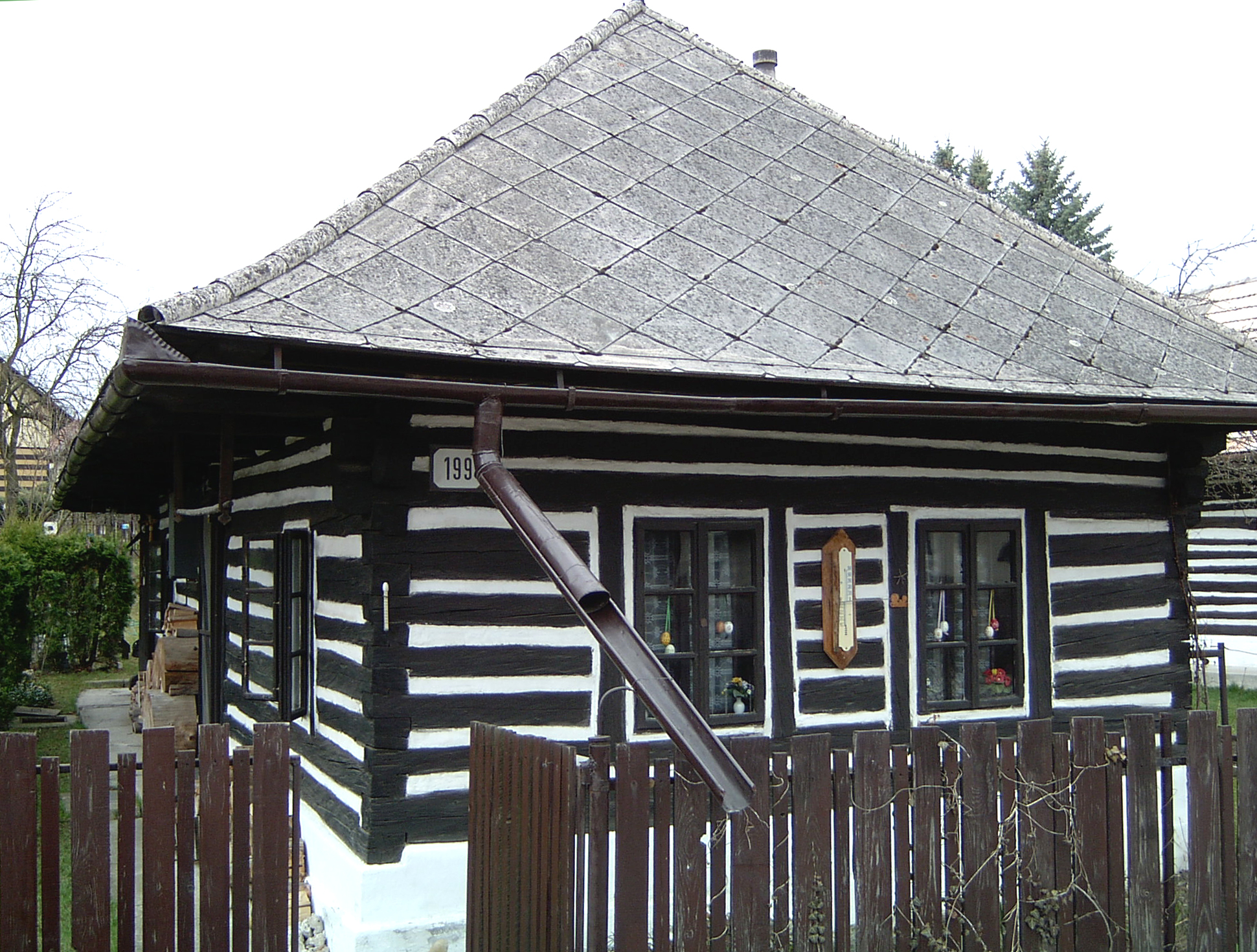
Oorspronkelijke architectuur in Mošovce
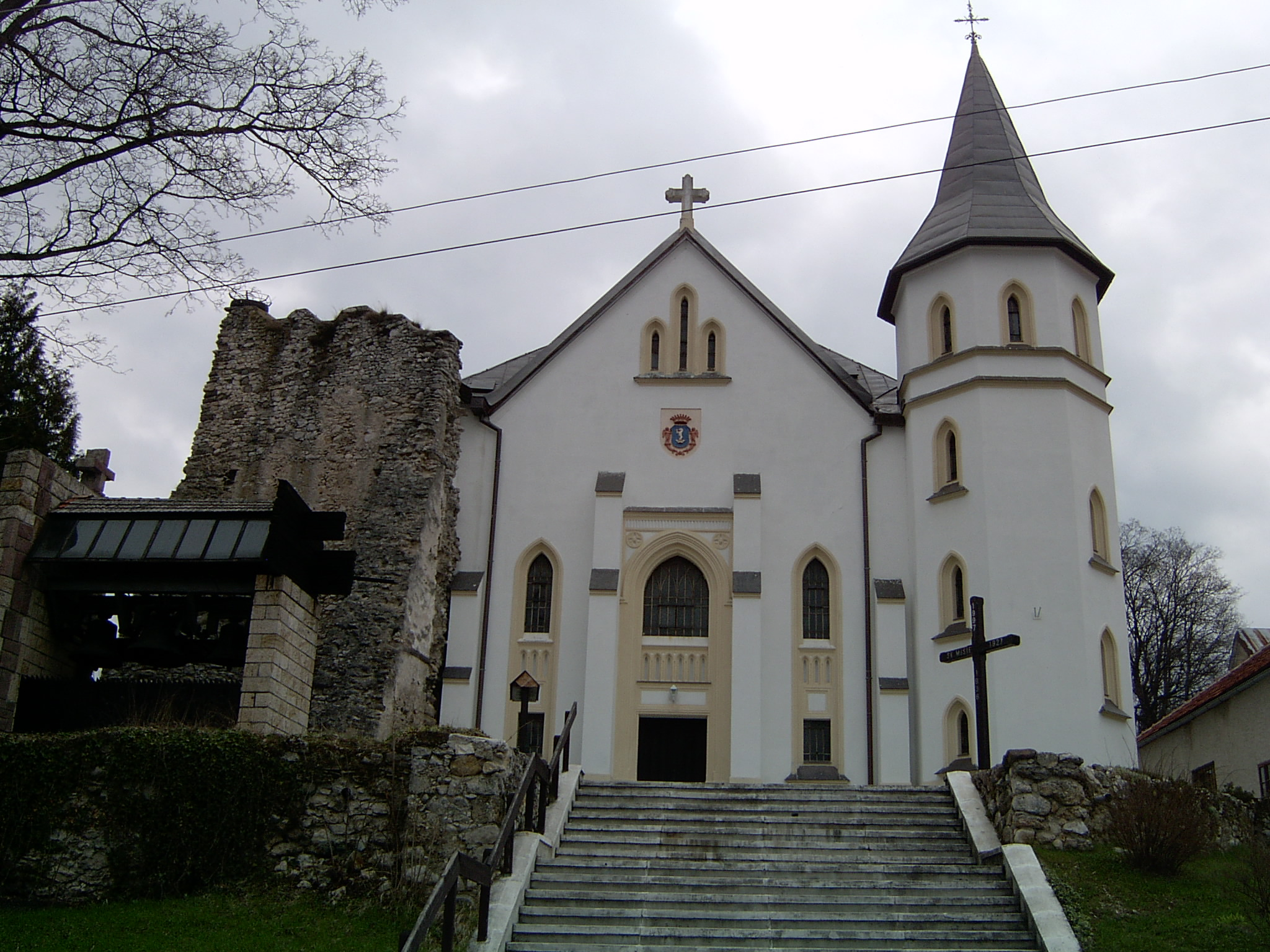
Katholieke kerk
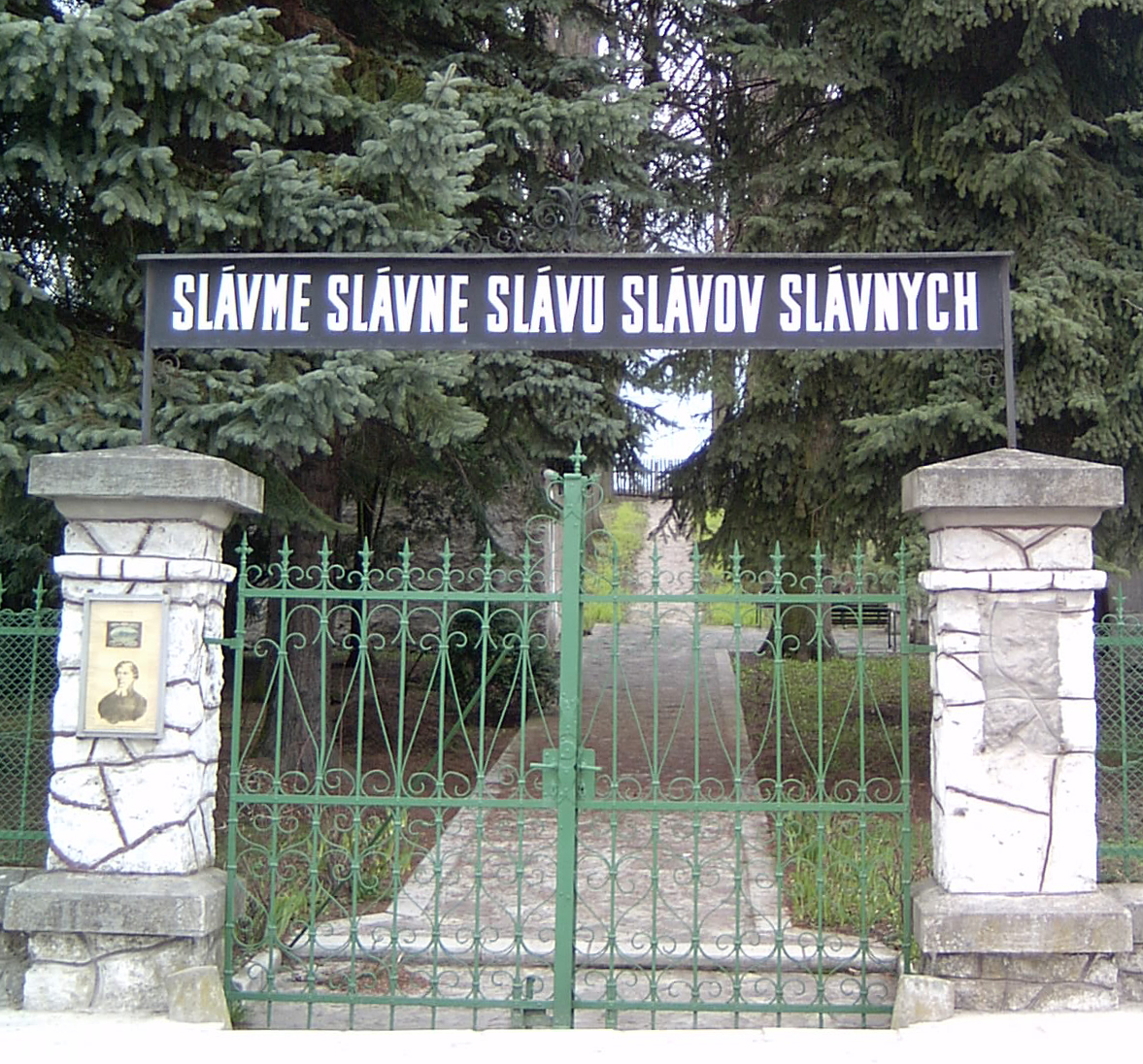
Motto van de Slowaakse dichter Ján Kollár